# Токушинський сільський округ
Токуши́нський сільський округ (каз. Тоқыш ауылдық округі, рос. Токушинский сельский округ) — адміністративна одиниця у складі Аккайинського району Північноказахстанської області Казахстану. Адміністративний центр — село Токуші.
Населення — 2130 осіб (2021; 2771 у 2009, 3726 у 1999, 4115 у 1989).
Станом на 1989 рік існувала Токушинська сільська рада (села Комишлово, Кольцовка, Сосновка, Токуші, Тюменка, селище 2652 км). Пізніше село Сосновка було передане до складу Бугровського сільського округу Соколовського району. 

## Склад
До складу округу входять такі населені пункти:
| Населений пункт | Старі назви | Населення, осіб (1989) | Населення, осіб (1999) | Населення, осіб (2009) | Населення, осіб (2021) |
| --------------- | ----------- | ---------------------- | ---------------------- | ---------------------- | ---------------------- |
| 2652 км, селище | -           | 21                     | -                      | -                      | -                      |
| Комишлово, село | -           | 494                    | 694                    | 339                    | 203                    |
| Кольцовка, село | -           | 307                    | -                      | -                      | -                      |
| Токуші, село    | -           | 2897                   | 2586                   | 2066                   | 1634                   |
| Тюменка, село   | -           | 396                    | 446                    | 366                    | 293                    |